# Đakovo
Đakovo je grad u istočnoj Hrvatskoj, koji administrativno pripada Osječko-baranjskoj županiji. Grad nosi titulu "Srce Slavonije".

## Ime
U izvorima na njemačkom jeziku naziva se Diakowar, a na mađarskom jeziku Diakovár ili Djákovár.

## Gradska naselja i četvrti
U sastav Grada Đakova ulazi 9 naselja (stanje 2018.), a to su: Budrovci, Đakovo, Đurđanci, Ivanovci Đakovački, Kuševac, Novi Perkovci, Piškorevci, Selci Đakovački i Široko Polje.
Gradske četvrti u Đakovu su: Centar, Vila, Sjever, Brdo, Pazarište, Bajnak, Čikaga, Dračice i Groblje.

## Zemljopisni položaj
Grad Đakovo nalazi se u srcu povijesne pokrajine Slavonije na istoku Republike Hrvatske.

## Demografija
Kretanje broja stanovnika užeg područja grada Đakova nakon 2. svjetskog rata:
| popis | stanovnika |
| ----- | ---------- |
| 1953. | 9573       |
| 1961. | 12 077     |
| 1971. | 15 987     |
| 1981. | 18 105     |
| 1991. | 20 317     |
| 2001. | 20 912     |
| 2011. | 19 491     |

| broj stanovnika | 8087  | 9065  | 8752  | 10412 | 12233 | 13803 | 14215 | 15602 | 17432 | 18381 | 21507 | 25251 | 27304 | 29493 | 30092 | 27745 | 23577 |
|                 | 1857. | 1869. | 1880. | 1890. | 1900. | 1910. | 1921. | 1931. | 1948. | 1953. | 1961. | 1971. | 1981. | 1991. | 2001. | 2011. | 2021. |

| broj stanovnika | 3078  | 4085  | 4442  | 5159  | 6375  | 7344  | 7716  | 8526  | 9522  | 10225 | 12744 | 15987 | 18105 | 20317 | 20912 | 19491 | 16875 |
|                 | 1857. | 1869. | 1880. | 1890. | 1900. | 1910. | 1921. | 1931. | 1948. | 1953. | 1961. | 1971. | 1981. | 1991. | 2001. | 2011. | 2021. |

## Povijest
Brojni arheološki lokaliteti nalaze se u gradu i okolici. Oni su ispisali bogatu povijest ovoga grada. Iskopavanja iz 1997. godine potvrđuju život na širem području grada već u neolitiku, oko 5500 godina prije Krista, koji kroz dugu i burnu povijest traje do današnjih dana.
U rimsko doba postojalo je ovdje naselje Certissa, a ljepotom ovog kraja bio je oduševljen rimski car Marko Aurelije Probus koji je ovdje dao zasaditi vinograde 277. godine.
1239. godine zbog nemirne situacije u Bosni uzrokovane sukobima s bogumilima, brat hrvatsko-ugarskog Bele IV., knez Koloman koji je upravljao oblasti Drava, poklonio bosanskom biskupu Ponsi grad Đakovo i cijeli taj kraj za sjedište biskupije, umjesto do tada nesigurnog Brda kod Sarajeva. Time je biskup zadržao sve duhovne ovlasti nad Bosnom. Tom darovnicom prvi put se spominje ime grada Đakova. Tu darovnicu je potvrdio 1244. i sam kralj Bela IV. Od tada počinje povijest biskupije u Đakovu. Đakovo je i danas biskupski grad – sjedište Đakovačko-osječke nadbiskupije. Sam grad se u pojedinim periodima svoje povijesti spominje pod sličnim imenima: Dyaco, Diaco, Dyacow... U dokumentima iz 1355. godine prvi puta se spominje postojanje gotičke katedrale i biskupskog dvora koji su bili opasani zidinama. Dio tog zida ostao je sačuvan do danas. 
Godine 1536. Đakovo su zaposjeli Turci i vladali gotovo 150 godina – grad tada dobiva naziv Jakova. Srušene su skoro sve katoličke crkve i sagrađene džamije. Najpoznatija je Ibrahim-pašina džamija koja je nakon odlaska Turaka pretvorena u katoličku crkvu. Godine 1690. u grad se vraća biskup i tada počinje izgradnja grada. Broj stanovnika naglo raste, a 1751. godine otvara se prva škola. 
Poslije odlaska Turaka u Đakovu se gradi nova, skromnija katedrala i biskupski dvor. To je bila druga po redu od tri koliko ih je do sada u Đakovu sagrađeno. Gradili su ju biskupi Đuro Patačić i Bakić.
Današnja katedrala, bazilika Sv. Petra, sagrađena je u neogotičko-romaničkom stilu. Biskup Josip Juraj Strossmayer počeo ju je graditi 1866. godine u 52. godini života i 16. godini biskupske službe. Gradnja je trajala punih 16 godina (do 1882. godine), od toga 4 godine vanjski građevinski radovi, a 12 unutrašnje uređenje katedrale. Za gradnju katedrale potrošeno je 7 000 000 komada opeke koja je pečena u Đakovu. Kamen je dopreman iz Istre, Mađarske, Austrije, Italije i Francuske. Projektanti katedrale bili su arhitekti iz Beča Karlo Rösner i Fridrich Schmidt. Unutrašnje uređenje je povjereno njemačkim slikarima koji su živjeli u Rimu, ocu i sinu Alexandru-Maximilianu i Ludwigu Seitzu. Katedrala ima 7 oltara, a krase ju 43 fresko slike, 31 kip i 32 reljefa, te orgulje sa 73 registra, tri manuala i 5486 svirala.
Đakovačka biskupija je kroz svoju 760 godišnju povijest imala 62 biskupa. U gradu još i danas postoje brojni dokazi njihova djelovanja. Biskup Patačić 1706. godine obnavlja ergelu.
Godine 1773. Đakovo postaje središte sjedinjenih biskupija Bosansko-đakovačke i Srijemske koje obuhvaćaju sve sjeveroistočne hrvatske krajeve.
Biskup Antun Mandić otvara, danas najstariju visokoškolsku ustanovu Slavonije i Baranje, Bogoslovno sjemenište. Poduzima i velike gospodarske zahvate na vlastelinstvu, posebice u uzgoju vinograda. Ime mu je sačuvano u nadaleko poznatim mandićevskim vinogradima.
Imenovanjem Josipa Jurja Strossmayera biskupom 1849. godine grad je u novom usponu. Biskupsko vlastelinstvo postaje uzorno gospodarstvo sa znatnim prihodima koji velikom biskupu omogućuje neviđene mecenske pothvate u Hrvatskoj (HAZU), a Đakovu s novom katedralom, te brojnim crkvenim i gospodarskim zdanjima daje novo lice.
Povijest Ergele Đakovo počinje osnivanjem biskupije darovnicom deset arapskih konja i jednim pastuhom, iako se za godinu osnivanja uzima 1506. Prema biskupu Bakiću uzgoj konja na vlastelinstvu postoji već 1374. godine biskup Mijo Kesarić imao je ergelu s 90 arapskih konja, a broj im se povećao na 130 rasplodnih kobila 1524. godine. No većina tih konja izginula je zajedno s biskupom Đurom 1526. u bitci na Mohačkom polju.
Za vrijeme turske vladavine, ergela je bila u vlasništvu požeških paša. No poslije stotinu i pedeset godišnje vladavine gradom Turci su bili prisiljeni napustiti grad odvodeći pri tome konje s ergele.
Poslije dolaska Austrijanaca, obnavlja se ergela zbog potrebe za stalnom stražom u tom pograničnom području. 1806. godine ergela Lipica se pred Napoleonom seli i smješta u Đakovo. Od tada počinje uzgoj lipicanskih konja u ergeli. Na gotovo isključivi uzgoj lipicanskih konja umjesto arapskih prelazi se za biskupovanja biskupa Strossmayera.
Uzgoj traje i danas u Državnoj ergeli lipicanaca, koja se svrstava među najstarije u Europi, kao i kod sve većeg broja privatnih uzgajivača konja. Niz godina je Ergela bila u sastavu PIK-a Đakovo, a danas je to Državna ergela lipicanskih konja, zadužena za uzgoj i selekciju.
Đakovo je oduvijek bio obrtnički grad. Godine 1813. osnovano je udruženje obrtnika CEH. Industrijski razvoj je počeo izgradnjom mlinova i ciglana, a brojni obrtnici raznih struka ponudom svojih proizvoda pridonijeli su da je Đakovo, posebno po svojim sajmovima, postalo trgovište poznato u cijeloj Slavoniji. 
Tokom Drugog svjetskog rata, u Đakovu je djelovao istoimeni sabirni logor, namijenjen prvenstveno židovskim ženama i djeci. Logor je otvoren krajem 1941. godine, a raspušten je u srpnju sljedeće godine. U logoru je život izgubilo preko 500 logoraša. Zahvaljujući lokalnom grobaru Stjepanu Kolbu, brojne su žrtve dostojanstveno sahranjene na đakovačkom Židovskom groblju, koje je znakovito kao jedinstven takav slučaj u svijetu, zbog čega je i zaštićeno kao kulturno dobro. Dana 16. travnja 1945. godine, nakon dvodnevnih borbi, jedinice 21. udarne i 6. proleterske divizije »Nikola Tesla« oslobodile su Đakovo od nacističke okupacije.
Nakon prvih demokratskih višestranačkih izbora 1990. godine, sve je bilo izvjesnije da će Hrvatska put u demokraciju i suverenost morati braniti oružjem. Već od polovice svibnja 1990. stanovnici Đakovštine polako se pripremaju za obranu. Balvan-revolucija i oružano upletanje MIG-ova JNA protiv helikoptera sa specijalcima MUP-a koji su išli na intervenciju i gašenje pobune, bio je nedvojben znak svrstavanja JNA uz pobunjeničku velikosrpsku stranu. U Đakovu su se spremali te su polovicu 1991. dočekali kao jedna od jačih obrana u Slavoniji. Ipak, Hrvatska je bila slabo naoružana, jedva i za kratkotrajno ratovanje. Pripremajući se za proglašenje neovisnosti Hrvatske, moralo se razmišljati o preuzimanju vojarna u Dračicama i Frankopanskoj te preuzimanju vojnog poligona Nabrđe i vojnog skladišta Gaj prema Satnici Đakovačkoj. Nakon proglašenja neovisnosti, to je postala zadaća. Prvo se pokušalo pregovorima dogovoriti predaju vojarna mirnim putem, no JNA nije pristajala, nego je htjela očuvanje Jugoslavije. Time je prekoračila ovlasti, odbijajući prihvaćanja odluke o samostalnosti koju su uz referendum donijele legitimno izabrane civilne vlasti republike koja se je osamostalila. Koncem kolovoza 1991. godine u Đakovu se zaoštrava situacija. Provokacijama pucanjem iz vojarna JNA i vojnog poligona Nabrđa te četničkih uporišta uznemirava se naselja Đakovštine. U rujanskom ratu, kad su JNA i srpski pobunjenici pošli osvajati hrvatske gradove uz pomoć vojarna JNA iznutra, red je došao i na Đakovo. Stvari kulminiraju u 15. rujna 1991. Opća opasnost oglašena je u 17:15 i prestao je prividni mir. Iz obiju vojarna, JNA je zapucala po gradu. U dvosatnom napadu glavna meta je industrijska zona PIK-a Đakovo. Nakon toga đakovačke obrambene snage dale su ultimatum vojarnama da prekinu paljbu i predaju se. Zatišje je potrajalo do ponoći. Potom je JNA još snažnije napala, a MUP RH i ZNG su uzvratili. Oglašena opća opasnost nije prestajala i građani su proveli vrijeme u skloništima. 16. rujna 1991. oficiri JNA opet su odbili ultimatume o predaji. Na to su ZNG i MUP brzo koordinirano djelovali te oslobodili vojarnu. U 13:25 ta je snažna utvrda pala. Uskoro je oslobođeno i vojno skladište Gaj kod Satnice Đakovačke. U vojarni u Dračicama oficiri JNA ostaju tvrdokorni. Nije pomogla ni molba nadređenima za predaju, gdje im supruge mole da predaju vojarnu. Umjesto toga, JNA je odgovorila pucnjavom teškim oružjem po gradu, pri čemu su oštetili brojne objekte. Borbe su trajale sve do 18. rujna 1991. u 12:00, kad se je predao i zadnji vojnik. 18. rujna 1991. oslobođen je vojni poligon Gašinci što je uz oslobođeno skladište Gaj dalo dobru podlogu za osnivanje đakovačke 122. brigade Hrvatske vojske.
Uz to što je biskupsko središte, gospodarsko je i kulturno središte Đakovštine. Danas je Đakovo grad s preko 30.000 stanovnika.

## Arhitektura i znamenitosti
U dugoročnim planovima razvoja grada značajno mjesto ima turizam za čiji razvoj Đakovo i okolica imaju izvanredne uvjete. Đakovo turistima nudi obilje povijesnih, kulturnih i prirodnih vrijednosti. Unutar stare jezgre grada nalaze se brojni sakralni objekti koji čine ovaj grad prepoznatljivim u Slavoniji.
Središte Đakova je Strossmayerov trg, omeđen katedralom, kurijama, korzom, biskupskim dvorom i sjemeništem. Najistaknutiji spomenik grada je Đakovačka katedrala. Posvećena sv. Petru, građena je od 1866. – 1882. godine, a za njeno podizanje je najzaslužniji biskup Josip Juraj Strossmayer. Prema riječima pape Ivana XXIII. đakovačka je katedrala "najljepša crkva između Venecije i Carigrada". 
Uz katedralu je biskupski dvor sagrađen u baroknom stilu, u kojemu je Dijecezanski muzej Đakovačke biskupije. Đakovačka je biskupija nastala bulom Universi orbis Ecclesiis pape Klementa XIV. od (9. srpnja 1773.) kada su ujedinjene stare biskupije, Bosanska i Srijemska. Katedralni trg zatvara sa sjeverne strane zgrada Bogoslovnog sjemeništa, otvorena 1914. godine. U njoj je izučavan velik broj ljudi koji su dali velik doprinos hrvatskoj katoličkoj crkvi i kulturi. Na istom se trgu nalaze i Kaptolske kurije niz baroknih kurija za stanovanje kanonika.
Pješačka ulica u staroj gradskoj jezgri naziva se Korzo, i proteže se od katedrale do crkve Svih Svetih. Korzo je svakodnevno je okupljalište svih uzrasta. Župna crkva Svih Svetih nekadašnja je turska džamija s kupolom podignuta na prijelazu iz 16. u 17. stoljeće, koja je tek kasnije pretvorena u crkvu. Svoj je današnji izgled dobila u 19. stoljeću. Od drugih sakralnih zdanja može se izdvojiti samostan Milosrdnih sestara Svetog Križa, s crkvom, izgrađen početkom 19. stoljeća.
U starom dijelu grada također je značajan Muzej Đakovštine koji čuva nekoliko vrijednih zbirki: arheološku, kulturno-povijesnu, etnografsku, numizmatičku i umjetničku.
Može se reći da je Đakovo grad Josipa Jurja Strossmayera jer je njemu posvećen i Spomenik J. J. Strossmayeru – skulptura biskupa prema skici Rudolfa Valdeca, koju je izradio akademski kipar Marijan Sušac iz Osijeka. Spomen muzej Josipa Jurja Strossmayera otvoren je 1991. godine. U šest prostorija smještena je maketa katedrale, slike i osobni biskupovi predmeti. Iza katedrale nalazi se i veliki park nazvan Strossmayerov perivoj, gdje je pozornica na kojoj se svake godine održavaju nadaleko poznati Đakovački vezovi.
Znamenitost Đakova je i Đakovačka ergela – ergela plemenitih konja lipicanaca, jedna od najstarijih u Europi, koja je pronijela glas o Đakovu daleko izvan granica Hrvatske.
Izvan Đakova nalazi se Jošava. Vodotoci i jezera Đakovštine koji privlače brojne ribiče i kupače željne odmora i prekrasne prirode.

## Kultura
Najznačajnije đakovačke manifestacije su: Silvestarske noći, Đakovački vezovi (tradicionalna međunarodna smotra folklora koja traje dva tjedna, a završava prve srpanjske nedjelje. To je praznik cijelog kraja, kada ulicama na kolima ukrašenim cvijećem prolaze brojne folklorne skupine, pleše se po gradskim trgovima i bira najljepša nošnja. Istodobno se na hipodromu na ergeli održavaju konjička natjecanja u preskakanju prepona, vožnji dvoprega i četveroprega i druga. Osim toga tu se održavaju susreti hrvatskih kritičara, otvaraju likovne izložbe, održavaju razni koncerti i drugi zabavni programi te priređuju brojna kulinarska natjecanja), Đakovački rezovi, Đakovački bušari, Pola nove godine, Smotra starogradskih plesova i pjesama, Ivanjski krijesovi, Smotra crkvenoga pučkog pjevanja i Đakovački susreti hrvatskih književnih kritičara.
U Đakovu djeluju i dva kulturno-umjetnička društva:
- Kulturno-umjetničko društvo Sklad osnovano je 1863. godine. Društvo izvodi isključivo izvorne plesove i pjesme grada Đakova, sudjeluje na većini đakovačkih manifestacija i putuje širom Hrvatske. Unutar njega djeluje šest sekcija: folklorna, tamburaška, mažoret, dramska, ritmička i informativna.[9]
- Kulturno-umjetničko društvo Tena osnovano je 1985. godine. Izvodi koreografirane hrvatske plesove. U KUD-u djeluje niz folklornih i tamburaških sekcija. Do sada su sudjelovali na brojnim domaćim i međunarodnim manifestacijama.[10]

U Đakovu djeluju i dvije radio postaje: Radio Đakovo i Novi radio. Od 2018. godine s radom je započeo i internetski radio Tranzistor. Kino djeluje u sklopu Centra za kulturu Đakovo. U gradu se nalazi Gradska knjižnica i čitaonica te tri muzeja: Muzej Đakovštine, Dijecezanski muzej Đakovačke biskupije i Spomen-muzej J.J. Strossmayera. Spomen-soba poginulim braniteljima i civilnim žrtvama Domovinskog rata s područja Đakovštine otvorena je 2021. godine.
Od 2011. u gradu djeluje Klapa Certissa, koja je osnivač i domaćin Susreta klapa u Slavoniji „U srcu te nosim” početkom rujna.

## Obrazovanje
Visokoškolske ustanove u Đakovu:
- Katoličko bogoslovni fakultet

Srednjoškolske ustanove u Đakovu:
- Gimnazija Antuna Gustava Matoša
- Ekonomska škola Braće Radić
- Strukovna škola Antuna Horvata
- Pučko otvoreno učilište Mentor
- Škola stranih jezika Mentor

Osnovnoškolske ustanove u Đakovu:
- OŠ Ivana Gorana Kovačića u čijem sastavu djeluje i osnovna glazbena škola
- OŠ Josipa Antuna Čolnića
- OŠ Vladimira Nazora Đakovo

Predškolske ustanove u Đakovu:
- Dječji vrtić Đakovo – Gajeva
- Dječji vrtić Đakovo – Vila
- Dječji vrtić Đakovo – Mažuranićeva
- Dječji vrtić Sunčev sjaj-Nazaret (Montessori)
- Dječji vrtić Zvrk

## Udruge i društva
- Centar za razvoj i prosperitet, udruga za razvoj poduzetništva
- DVD Đakovo
- Odred izviđača "Klasje" Đakovo
- Planinarsko društvo "Đakovo"
- Foto kino klub Đakovo
- Đakovački rezovi[15]
- Street – udruga za promicanje umjetnosti i kulture mladih
- Udruga informatičara Đakovo
- Udruga za razvoj civilnog društva i promicanje u kulturi "Etno Media"
- Hrvatski Crveni križ – Gradsko društvo Crvenog križa Đakovo
- Kinološko društvo Đakovo
- Astronomsko društvo Orion
- Udruga Šokaca Đakovštine
- Udruga za razvoj civilnog društva i promicanje u kulturi "Etno Media"
- Društvo pedagoga tehničke kulture Slavonija
- Đakovačka udruga studenata
- Udruga za mlade Đakovo
- Kulturno umjetnička udruga zvuka i slike (K.U.Z.I.S.)
- Udruga pučkih pjesnika "Riječ ravnice" Đakovo
- Radio klub Đakovo
- Udruga za promicanje umjetnosti i znanosti (UPUZ)
- Društvo prijatelja HNK Hajduk Split u Đakovu

## Šport
Nogomet
- NK Đakovo (2012. spojeni u HNK Đakovo-Croatia)
- NK Croatia Đakovo (2012. spojeni u HNK Đakovo-Croatia)
- NK Dračice Đakovo

- U prošlosti su u međuraću Đakovu djelovali još neki nogometni klubovi kao Zrinski-Frankopan, Concordia, Sloga, Mladica, Viktorija i dr.[16]

Košarka
- KK Đakovo

Rukomet
- RK Đakovo
- ŽRK PAN Đakovo

Odbojka
- ŽOK Đakovo

Streljaštvo
- SK Đakovo

Borilački sportovi
- Brazilian Jiu-Jitsu klub Triangle
- Judo klub "Samuraj" Đakovo
- Karate klub Đakovo – osnovan 1972.g.
- Klub tajlandskog boksa Blitz

Plivanje
- PK Đakovo

Vaterpolo
- VK Đakovo

Atletika
- AK Đakovo
- SLA Ante Perić

Konjički sport
- KK Đakovo

Šah
- ŠK Đakovo
- ŠK Dama

Ženski šahovski turnir "Dama" održava se od 2006. s domaćinstvima u Đakovu i Zagrebu u organizaciji ŠK Dama.
Tenis i stolni tenis
- TK Đakovo
- STK Đakovo – osnovan 1979.g.
- STK Dračice Đakovo – osnovan 2009.g.

Gimnastika
- GK Sokol

Mali nogomet
- MNK Đakovo

Boćanje
- BK Đakovo

Ribolov
- ŠRU Šaran
- ŠRU Bajer

Biciklizam
- BK Kult Đakovo

Kuglanje
- KK Silos
- KK Fortuna
- KK Policija
- ŽKK Đakovo

Kuglanje ima dugu tradiciju u Đakovu, najstarija kuglana u gradu koja je još u pogonu je "Dalmacija" i datira iz 1928. godine. Također postoji i Gradska liga u kojoj se natječe po 10 klubova u muškoj i ženskoj konkurenciji.

## Poznate osobe
| - Josip Juraj Strossmayer – biskup - Ćiril Kos – biskup - Đuro Patačić – biskup - Petar Bakić – biskup - Antun Mandić – biskup - Luka Botić – pjesnik - Vatroslav Donegani – kipar - Ivan Ribar – političar - Ivo Lola Ribar – političar - Domagoj Duvnjak – rukometaš - Stjepan Jukić – nogometaš - Josip Tadić – nogometaš - Ivan Vargić – nogometaš - Miroslav Bičanić – nogometaš - Miroslav Žitnjak – nogometaš i nogometni djelatnik - Tomislav Šetka – nogometaš i nogometni sudac - Domagoj Verhas – nogometaš - Ivan Lajtman – nogometaš - Areta Ćurković – glumica | - Hrvoje Stević – šahist, juniorski prvak svijeta 1995. godine - Marija Miholjek – TV voditeljica - Pavao Sučić – biskup - Adam Rajzl – književnik i novinar - Mirko "Mira" Ćurić – književnik i ravnatelj - Stipe Ljubas, hrvatski politički emigrant i revolucionar - Božo Prka – predsjednik uprave Privredne banke Zagreb - Darko Ergotić – pjevač i član Slavonskih lola - Čedo Maras – nogometaš - Tomislav Radoš – košarkaš - Ivo Ruszkowski – ortoped i akademik HAZU - Vladimir Vince – svećenik, teolog i pravnik - Kristina Šarić – šahistica, hrvatska državna prvakinja - Maja Posavec – pjevačica i glumica - Zrinka Posavec – pjevačica - Kristian Pilipović – rukometaš - Zvonko Matasović – nogometni sudac - Sanja Hajduković – hrvatska pjevačica - Jelica Vlajki – hrvatska glumica - Jelka Miličević – hrvatska političarka iz BiH - Viktor Šnajder – hrvatski atletičar |

## Gradovi prijatelji
- Makarska (od 2006.)
- Sinj (od 2011.)
- Tomislavgrad (od 2014.)
- Malgersdorf
- Kirchenthumbach

## Administracija i politika
Gradonačelnik Grada Đakova je Marin Mandarić (HDZ).
Gradom upravljaju:
- Gradsko poglavarstvo, koje je izvršno tijelo Grada Đakova
- Gradsko vijeće, koje je predstavničko tijelo građana Grada Đakova

Gradsko poglavarstvo se sastoji od 7 članova i podijeljeno je na 4 odjela:
1. Ured gradonačelnika
2. Odjel za komunalne djelatnosti i prostorno uređenje
3. Odjel za društvene djelatnosti
4. Odjel za financije
5. Odjel za gospodarstvo, poljoprivredu i turizam

Gradsko vijeće ima 21 člana koji se biraju direktno na lokalnim izborima.

## Vanjske poveznice
- Službena stranica
- Turistička zajednica grada Đakova  Arhivirana inačica izvorne stranice od 15. ožujka 2010. (Wayback Machine)